# Taisha-zukuri
| Honden de Kamosu-jinja. | Une habitation reconstruite à Toro. |

Le Taisha-zukuri ou ōyashiro-zukuri (大社造) est le plus ancien style architectural de sanctuaire shinto nommé d'après le honden d'Izumo-taisha. Comme c'est le cas avec les styles sumiyoshi-zukuri et shinmei-zukuri, il est antérieur à l'arrivée du bouddhisme au Japon.

## Histoire
Les anciens sanctuaires sont construits selon le style de logement (Izumo-taisha),, ou d'entrepôts (Ise-jingū),. Les bâtiments possèdent des pignons, des planchers surélevés, des murs de planches et sont couverts de chaume de roseaux ou d'écorce de cyprès du Japon. Ces premiers sanctuaires ne comportent pas d'espace pour le culte. Il existe trois importants styles architecturaux pour les anciens sanctuaires : le Taisha-zukuri, le shinmei-zukuri et le sumiyoshi-zukuri. Ces trois styles sont respectivement représentés par Izumo-taisha, Nishina Shinmei-gū et Sumiyoshi-taisha et datent d'avant 552. En accord avec la tradition shikinen sengū-sai (式年遷宮祭), les bâtiments ou les sanctuaires ont été fidèlement reconstruits à intervalles réguliers en restant fidèles à la conception originale. Ainsi les styles anciens ont-ils été reproduits à travers les siècles jusqu'à nos jours.

## Structure

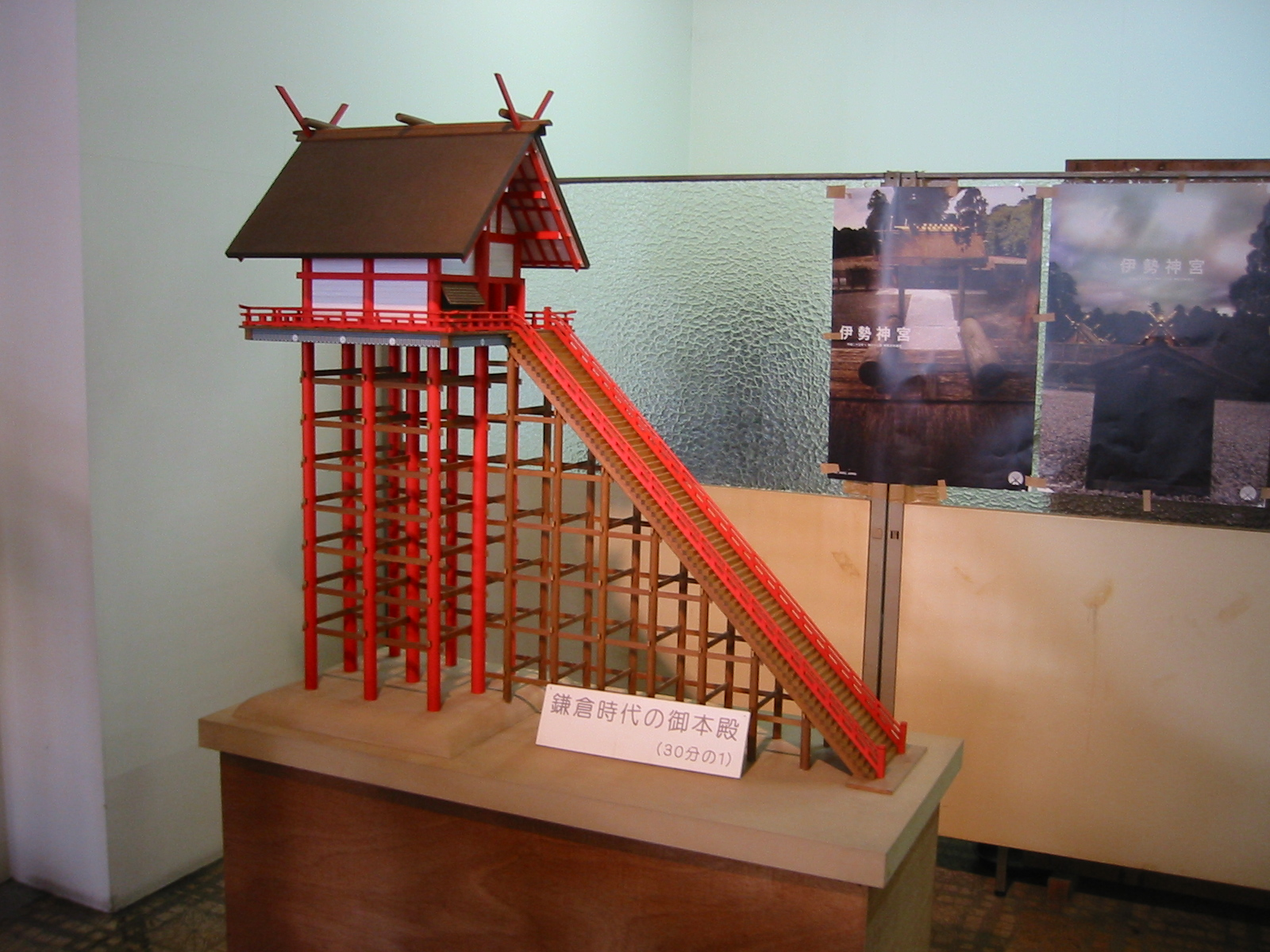
Hoden d'Izumo-taisha durant l'époque de Kamakura.

Avec le temps, le honden d'Izumo-taisha a connu de profonds changements qui ont considérablement diminué sa taille et modifié sa structure. Dans sa forme présente, c'est un bâtiment à pignon de 2 x 2 ken de taille, avec une entrée du côté de l'extrémité à pignon (caractéristique appelée tsumairi-zukuri (妻入造). Comme le style shinmei-zukuri d'Ise-jingū, il prévoit un toit couvert d'écorce décoré de poteaux appelés chigi (vertical) et katsuogi (horizontal), plus des caractères archaïques comme des piliers de pignons et un pilier central unique appelé (shin no mihashira (心の御柱?)),. Ce pilier a un diamètre de 10,9 mm, ne joue aucun rôle structurel évident et est censé avoir eu une signification purement religieuse. L'escalier extérieur est couvert d'un toit indépendant couvert d'écorce (voir illustration dans la galerie).

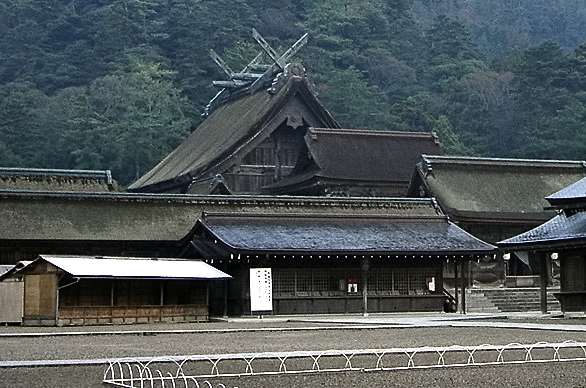
Honden d'Izumo-taisha.

L'intérieur du honden est un carré divisé en quatre parties identiques, chacune couverte de quinze tatamis (tapis de paille). Le plan d'étage a donc la forme du caractère chinois pour rizière< (田), élément qui suggère un lien possible avec des rites propitiatoires pour les récoltes.
Parce que son plancher est surélevé au-dessus du sol, le honden pourrait avoir pour origine les greniers sur pilotis semblables à ceux trouvés sur le site archéologique de Toro à Shizuoka (préfecture de Shizuoka).
Le plus ancien exemple existant du style Taisha-zukuri est le honden du Kamosu-jinja à Matsue (préfecture de Shimane), construit en 1582 et à présent classé trésor national. Plus petit que celui d'Izumo-taisha, il est néanmoins pourvu d'épais piliers de support. Il est plus profond, son sol est plus élevé et diffère sensiblement de celui d'Izumo-taisha. Il représente probablement un modèle plus ancien de construction.

## Galerie d'images

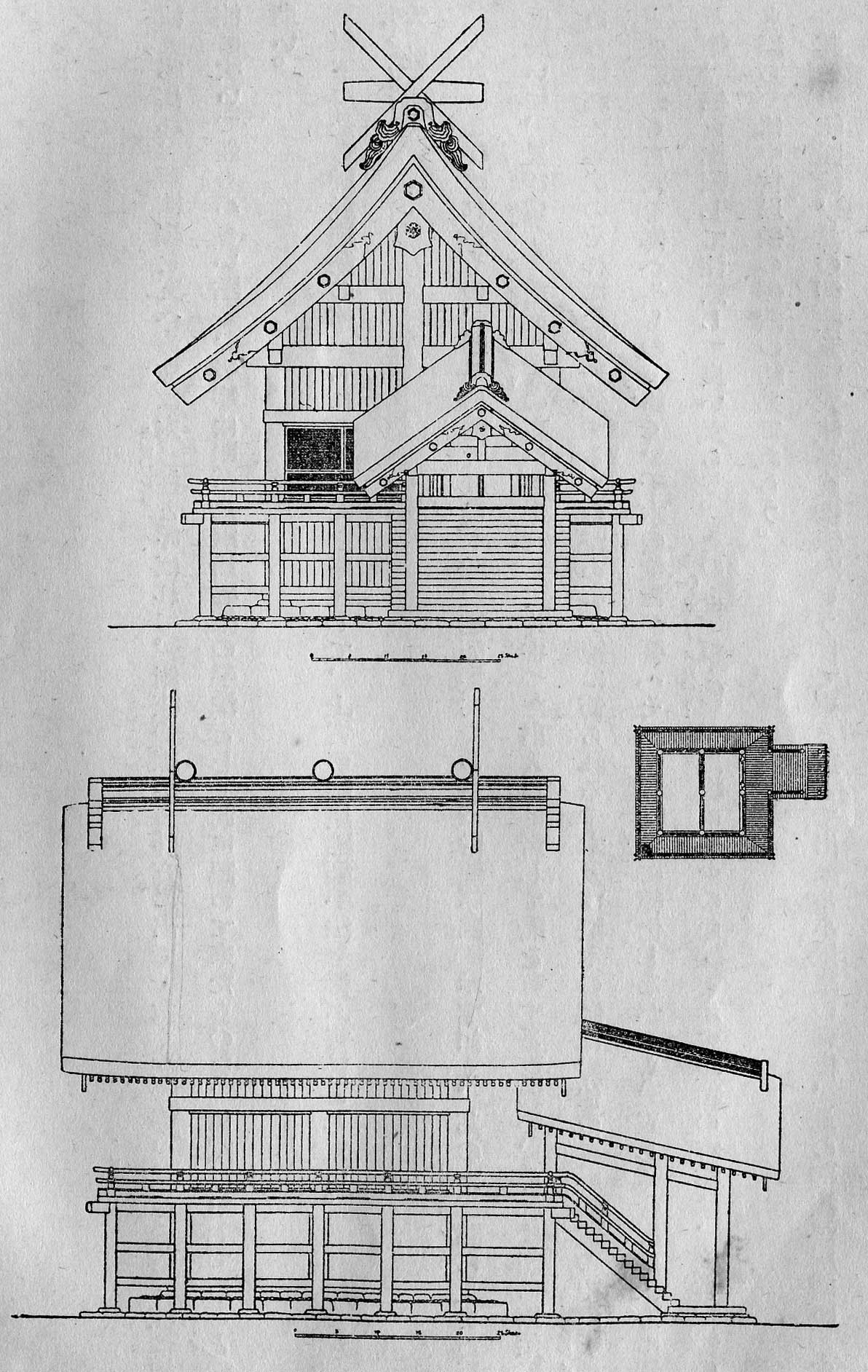
Vue de face et de côté du honden d'Izumo-taisha.
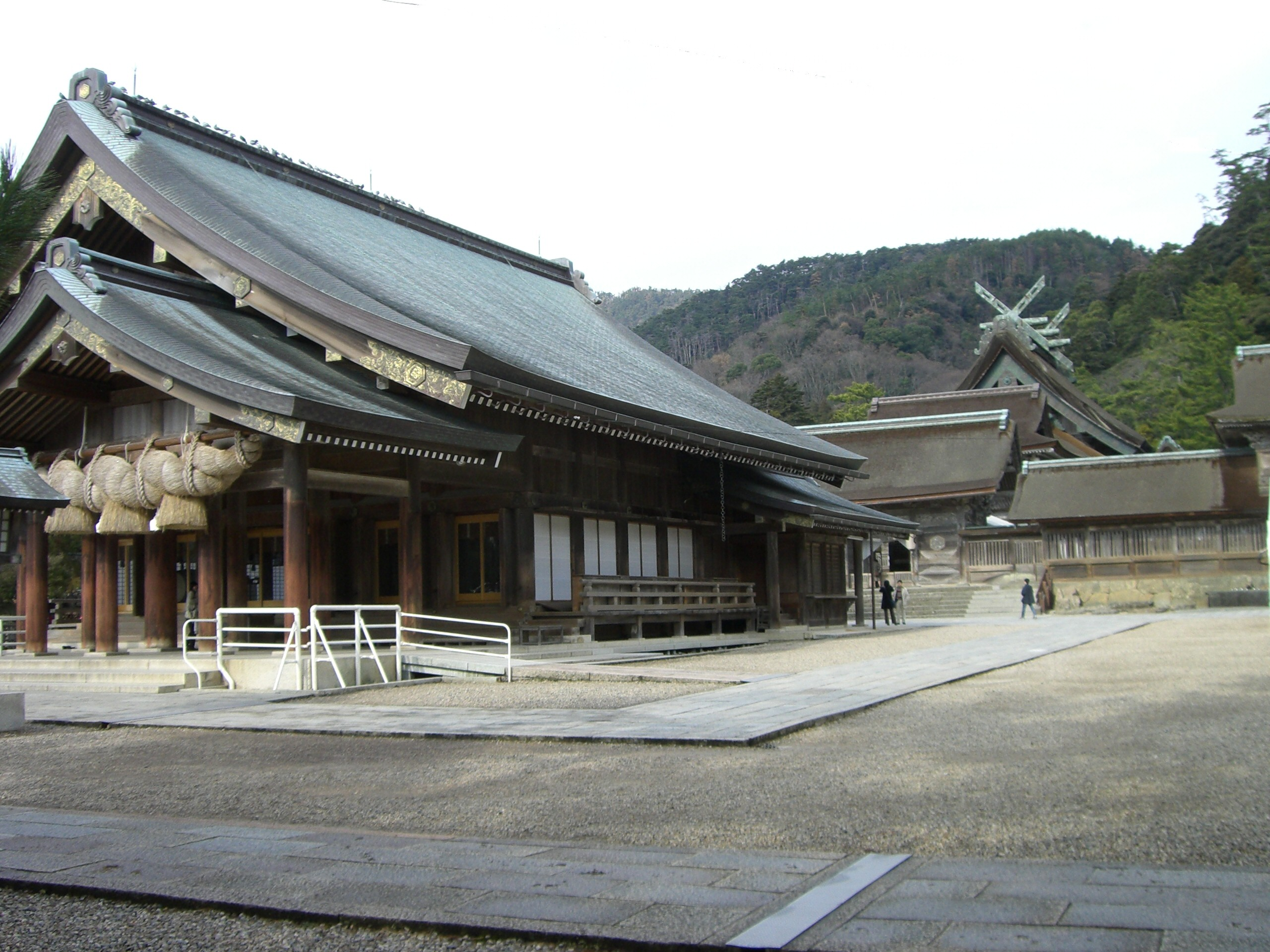
Le honden est visible à l'arrière-plan.
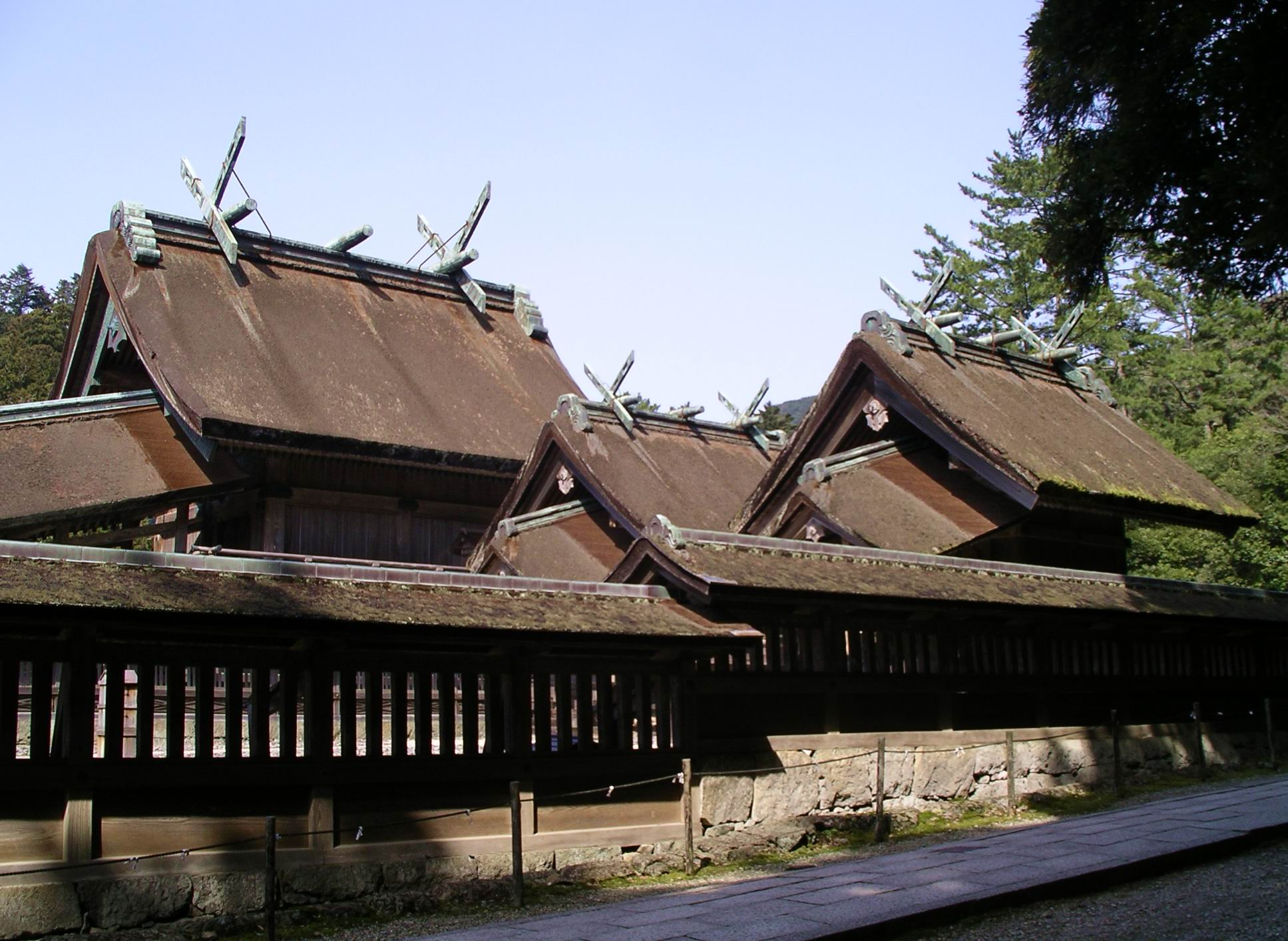
Toits à Izumo-taisha.